# アブネル・マレス
アブネル・マレス・マルティネス（Abner Mares Martinez、1985年11月28日 - ）は、メキシコの男性プロボクサー。ハリスコ州グアダラハラ出身。元IBF世界バンタム級王者。元WBC世界スーパーバンタム級王者。元WBAレギュラー・WBC世界フェザー級王者。世界3階級制覇王者。トレーナーはマニー・ロブレス。

## 来歴
メキシコのグアダラハラ生まれ。7歳の時に家族でアメリカ合衆国カリフォルニア州ハワイアン・ガーデンズへ引っ越し、15歳の時再びメキシコへ戻った。

### アマチュア時代
2002年、エルサルバドルで開催された中央アメリカ・カリブ海競技大会にバンタム級(54kg)で出場、準決勝でファン・マヌエル・ロペスを破り優勝した。
2003年、ドミニカ共和国サントドミンゴで開催されたパンアメリカン競技大会にバンタム級(54kg)で出場、準々決勝でファン・マヌエル・ロペスを破り勝ち進むが、決勝でギレルモ・リゴンドウに敗退した。
2004年、ギリシャで開催されたアテネオリンピックにバンタム級(54kg)で出場するが1回戦で敗退した。
アマチュア戦績は112勝8敗。

### プロ時代
母国メキシコを離れてアメリカに渡り、プロに転向した。
2005年1月6日、アリゾナ州ツーソンのデザート・ダイアモンド・カジノでプロデビュー戦を行い、2回2分0秒TKO勝ちを収めデビュー戦を白星で飾った。
2007年9月7日、NABO北米バンタム級王座決定戦を元WBO世界フライ級王者イシドロ・ガルシアと行い、ガルシアが7回終了時に棄権した為、王座獲得に成功した。
2007年11月17日、アトランティックシティのボルガータ・ホテル・カジノ&スパでダミアン・デビッド・マルチアノと対戦し、12回3-0（2者が118-109、117-109）の判定勝ちで初防衛に成功した。
2008年3月15日、ラスベガスのマンダレイ・ベイ・イベント・センターでディオスダド・ガビと対戦し、2回49秒TKO勝ちを収め2度目の防衛に成功した。
2010年5月22日、ステイプルズ・センターでIBF世界バンタム級王者ヨニー・ペレスと対戦し、12回1-0（114-114、115-113、114-114）の判定で引き分けた為、王座獲得に失敗した 。
2010年12月11日、Super Six World Boxing Classicのバンタム級版としてShowtimeが主催するトーナメントであるスーパー4に、ビック・ダルチニアン、ジョゼフ・アグベコ、ヨニー・ペレスらと出場。スーパー4の準決勝で、元世界2階級制覇王者のビック・ダルチニアンの持つIBO世界バンタム級王座と空位のWBC世界バンタム級シルバー王座決定戦で対戦し、12回2-1（111-115、113-112、115-111）の判定勝ちを収めIBO王座の獲得、WBCシルバー王座獲得に成功し決勝に進出した。
2011年8月13日、バンタム級スーパー4の決勝戦で、IBF世界バンタム級王者ジョゼフ・アグベコと対戦し、12回2-0（115-111、113-113、115-111）の判定勝ちを収めIBF王座の獲得、WBCシルバー王座の初防衛に成功した。バンタム級スーパー4を優勝で飾った。
2011年12月3日、カリフォルニア州アナハイムホンダセンターでIBFからの指令に基づきジョゼフ・アグベコとダイレクトリマッチで再戦し、12回3-0（3者共に118-110）の判定勝ちを収めIBF王座は初防衛、WBCシルバー王座は2度目の防衛に成功した。
2012年2月9日、IBF世界バンタム級王座を返上、WBC世界バンタム級シルバー王座も返上した。
2012年4月21日、テキサス州エルパソのドン・ハスキンズ・コンベンション・センターでエリック・モレルとWBC世界スーパーバンタム級王座決定戦を、スーパーバンタムの規定体重より2ポンド軽い120ポンド契約のキャッチウェイトで行い、12回3-0（120-107、2者が119-109）の判定勝ちを収め2階級制覇に成功した。
2012年11月10日、カリフォルニア州ロサンゼルスのステイプルズ・センターで1階級下のWBA世界バンタム級スーパー王者のアンセルモ・モレノと対戦し、12回3-0（2者が116-110、120-106）の判定勝ちを収め、初防衛に成功した。
2013年1月31日、ノニト・ドネアとの対戦を希望していたが、両者の所属しているプロモーター及びテレビ局(マレスはショウタイム、ドネアはHBO)が断絶状態にあり対戦実現の見通しが立たなかったことで、マレスは路線変更を強いられることになり、3階級制覇を目指すためWBC世界スーパーバンタム級王座を返上した。
2013年5月4日、MGMグランド・ガーデン・アリーナでフロイド・メイウェザー・ジュニア対ロバート・ゲレロの前座で、WBC世界フェザー級王者ダニエル・ポンセ・デ・レオンと対戦し、9回2分20秒TKO勝ちを収め3階級制覇を達成した。
2013年8月24日、カリフォルニア州ロサンゼルス郡カーソンのスタブハブ・センター・テニスコートでジョニー・ゴンサレスと対戦し、初回2分55秒KO負けを喫し初防衛に失敗、王座から陥落した。
2013年12月30日、2014年2月15日にステイプルズ・センターでジョニー・ゴンサレスと再戦する予定だったが、マレスがスパーリング中に肋骨を痛め試合は延期となった。
2014年7月12日、MGMグランド・ガーデン・アリーナでサウル・アルバレスvsエリスランディ・ララの前座でジョナサン・オケンドとフェザー級10回戦を行い、10回3-0（2者が98-92、96-94）の判定勝ちを収め再起した。トレーナーをバージル・ハンターに変更しての初の試合となった。
2015年1月9日、ゴールデンボーイ・プロモーションズからプロモート権を破棄されたことで、同プロモーションを離脱した。
2015年8月29日、ステイプルズ・センターで1階級下のWBC世界スーパーバンタム級王者レオ・サンタ・クルスとWBA世界フェザー級スーパー王座決定戦を行い、12回0-2（114-114、111-117、111-117）の判定負けを喫し王座返り咲きに失敗、WBCダイヤモンド王座獲得に失敗した。
2016年3月12日、コネチカット州アンカスビルのモヒガンサン・カジノで元世界3階級制覇王者フェルナンド・モンティエルとフェザー級契約での対戦が内定していたが、メインのキース・サーマンvsショーン・ポーターが延期になったのと、代わりにメインになったゲーリー・ラッセル・ジュニアが開催日程が変更になった為、イベントは中止になった。
2016年6月25日、バークレイズ・センターでキース・サーマンVSショーン・ポーターの前座でWBA世界フェザー級レギュラー王者ヘスス・クエジャルと対戦し王座獲得を目指す予定だったが、マレスが予備検査で視力低下の問題に引っかかった為出場が出来なくなった。しかし主催するディベイラ・エンターテインメントは7月下旬頃にカリフォルニア州に場所を移して開催する意向を示した。マレスは2008年に網膜はく離を患って手術を受けている。
2016年12月10日、ロサンゼルスの南カリフォルニア大学構内にあるギャレン・センターでWBA世界フェザー級レギュラー王者のヘスス・クエジャルと対戦し、12回2-1（117-110、116-111、112-115）の判定勝ちを収め王座獲得に成功した。この試合でマレス、クエジャルはそれぞれ70万ドル(約8千万円)のファイトマネーを稼いだ。
2017年10月14日、スタブハブ・センター・テニスコートにてレオ・サンタクルスVSクリス・アバロスの前座でWBA世界フェザー級12位のアンドレス・グティエレスと対戦し、10回2分40秒3-0（100-90、99-91×2）の負傷判定勝ちを収め、初防衛に成功した。
2018年6月9日、ステイプルズ・センターにてWBA世界フェザー級スーパー王者レオ・サンタ・クルスと2年9ヵ月ぶりの再戦となる団体内王座統一戦を行い、12回0-3（113-115、112-116、111-117）の判定負けを喫し団体内王座統一と2度目の防衛に失敗した。
2019年1月23日、スパーリングで右目の網膜剥離を患い、ガーボンタ・デービスとの試合を辞退。マレスは2008年には左目の網膜剥離を患っている。
2020年5月、トレーナーをロベルト・ガルシアからマニー・ロブレスに変更した。
2022年9月4日、4年3か月ぶりに試合を行い、カリフォルニア州のクリプト・ドットコム・アリーナでミゲル・フローレスと対戦し、10回判定で引き分けた。この試合でマレスは20万ドル（約2700万円）、フローレスは5万ドル（約680万円）のファイトマネーを稼いだ。

## 獲得タイトル
- NABO北米バンタム級王座
- IBO世界バンタム級王座
- WBC世界バンタム級シルバー王座
- IBF世界バンタム級王座（防衛1=返上）
- WBC世界スーパーバンタム級王座（防衛1=返上）
- WBC世界フェザー級王座（防衛0）
- WBA世界フェザー級レギュラー王座（防衛1）